# Осынская волость
Осынская волость — упразднённая административно-территориальная единица 3-го уровня в Себежском районе Псковской области России.
Административный центр — деревня Осыно.

## География
Территория волости граничила на западе с Лавровской, на севере — с Мостищенской, на востоке — с Бояриновской, на юге — с Долосчанской волостями Себежского района Псковской области, на юго-западе — с Белоруссией.

## Население
Численность населения Осынской волости по переписи населения 2002 года составила 299 жителей.

## Населённые пункты
В состав Осынской волости входило 17 деревень: Осыно, Аннинское, Большое Дроздово, Гончарово, Дашково, Звонки, Клесино, Ковалевка, Красиково, Лаврово, Новиково, Плиговки, Полейковичи, Скоково, Сутоки, Старый Пруд, Песчанка.

## История
Постановлением Псковского областного Собрания депутатов от 26 января 1995 года все сельсоветы в Псковской области были переименованы в волости, в том числе Осынский сельсовет был превращён в Осынскую волость.
Законом Псковской области от 28 февраля 2005 года Осынская волость была упразднена, а её территория была включена в Долосчанскую волость. Последняя в 2010 году вместе с соседними волостями были объединены в новое муниципальное образование «Себежское» со статусом сельского поселения и с административным центром в городе Себеж.